# Kséniya Semiónova
Kséniya Semiónova (o Ksenia Semenova; Novomoskovsk, Rusia, 20 de octubre de 1992) es una gimnasta artística rusa, campeona del mundo en 2007 en barras asimétricas, y en 2010 en el concurso por equipos.

## Carrera deportiva
En el Mundial de Stuttgart 2007 gana el oro en la competición de barras asimétricas, por delante de estadounidense Nastia Liukin y la china Yang Yilin (bronce).
En el Mundial celebrado en Róterdam (Países Bajos) en 2010 logra el oro por equipos, por delante de Estados Unidos y China; sus compañeras de equipo fueron: Ksenia Afanasyeva, Aliya Mustafina, Tatiana Nabieva, Ekaterina Kurbatova y Anna Dementyeva.